# Goodreads
Goodreads是一家图书分享型社交网站。

## 历史
网站由Otis Chandler和Elizabeth Chandler创立，于2006年底启动，2007年1月正式推出，总部位于美国旧金山。网站允许访客搜索网站内已收录的书目、注释和书评。注册用户可以添加新书目和推荐书单，也可以建立自己的图书讨论小组。但唯有Librarians以及雇員可以編輯修改書目資料，註冊用戶無此權限，必須向Goodreads官方申請資格，官方會審核用戶閱讀量及電子申請函核定是否成為Librarians，Librarians與雇員的其一相異處在於Librarians是志願服務不支薪，其權限可以變更書目資料、結合不同語言版本、合併重複書目和刪除部分書籍，Librarians不能更動的書目可提交Super Librarians支援編輯。Goodreads官方認為由Librarians來管理書目資料庫即可使得網站收藏量有秩序，並不開放所有用戶擁有編輯權。
到2007年12月为止，网站已有超过65万注册用户，所收录的书名总数超过了1千万。到2012年7月，网站已有1千万注册用户，月访问量达到2千万，拥有雇员30人。到2013年6月23日，网站注册用户又翻了一倍，达到2千万。
2013年3月28日，亚马逊公司宣布买下Goodreads网站，但并未透露购买时所支付的具体金额。